# Claes-Ingvar Lagerkvist
Claes-Ingvar Lagerkvist (17 de noviembre de 1944) es un astrónomo sueco. 
Lagerkvist trabaja en el Observatorio astronómico de Uppsala y se le conoce por su trabajo sobre la forma y las propiedades de rotación de los planetas menores. Ha descubierto algunos cometas periódicos, incluyendo P/1996 R2 (Lagerkvist) y P/1997 T3 (Lagerkvist-Carsenty) —el primero todavía no numerado ya que solo ha sido observado una vez—, y también un gran número de asteroides, incluyendo el asteroide troyano (37732) 1996 TY68.
El asteroide (2875) Lagerkvist, descubierto el 11 de febrero de 1983 por Edward L. G. Bowell del Observatorio Lowell Near-Earth-Object Search (LONEOS), fue nombrado así en su honor.

## Asteroides descubiertos
Algunos de ellos son:
- (2114) Wallenquist, el 19 de abril de 1976.
- (2191) Uppsala, el 6 de agosto de 1977.
- (2274) Ehrsson, el 2 de marzo de 1976.
- (2589) Daniel, el 22 de agosto de 1979.
- (2694) Pino Torinese, el 22 de agosto de 1979.
- (2744) Birgitta, el 4 de septiembre de 1975.
- (2902) Westerlund, el 16 de marzo de 1980.
- (7548) Engström, el 16 de marzo de 1980.[4]
- (3005) Pervictoralex, el 22 de agosto de 1979.